# آرامگاه پیر شمس الدین محمد
بقعه پیر شمس الدین محمد مربوط به دوره ایلخانی است و در شهرستان نائین، بخش خور و بیابانک، دهستان نخلستان، روستای مهرجان، حاشیه جنوبی اردستان واقع شده و این اثر در تاریخ ۲۲ آبان ۱۳۸۶ با شمارهٔ ثبت ۱۹۸۷۱ به‌عنوان یکی از آثار ملی ایران به ثبت رسیده است.